# Oxylychna euryzona
Oxylychna euryzona är en fjärilsart som beskrevs av Edward Meyrick 1920. Oxylychna euryzona ingår i släktet Oxylychna och familjen äkta malar. Inga underarter finns listade i Catalogue of Life.